# Пахоки (Флорида)
Пахоки (енгл. Pahokee) град је у америчкој савезној држави Флорида. По попису становништва из 2010. у њему је живело 5.649 становника.

## Демографија
Према попису становништва из 2010. у граду је живело 5.649 становника, што је 336 (5,6%) становника мање него 2000. године.
| Група             | 2000.         | 2010.         |
| Белци             | 813 (13,6%)   | 546 (9,7%)    |
| Афроамериканци    | 3.355 (56,1%) | 3.170 (56,1%) |
| Азијати           | 30 (0,5%)     | 17 (0,3%)     |
| Хиспаноамериканци | 1.763 (29,5%) | 1.911 (33,8%) |
| Укупно            | 5.985         | 5.649         |